# Mistrzostwa Węgier w Skokach Narciarskich 2017
Mistrzostwa Węgier w Skokach Narciarskich 2017 – rozegrane w kompleksie skoczni Bloudkova velikanka w Planicy w dniach 29–30 października 2017 zawody mające za zadanie wyłonić najlepszych skoczków w kraju.
Pierwszego dnia zawodów rozegrano zawody na skoczni średniej K71, w których zwyciężyli: Flórián Molnár wśród mężczyzn oraz jedyna startująca wśród kobiet Virág Vörös. Dzień później przeniesiono się na skocznię normalną, gdzie także rozegrano konkursy indywidualne, w których wygrali ci sami skoczkowie. W porównaniu do konkursów z pierwszego dnia na starcie zabrakło Pétera Tuczai.

## Wyniki

### Mężczyźni

#### Konkurs indywidualny na skoczni K71 (29.10.2017)
| Miejsce | Zawodnik       | Klub       | Skok 1 | Skok 2 | Punkty |
| ------- | -------------- | ---------- | ------ | ------ | ------ |
| 1.      | Flórián Molnár | Kőszegi SE | 69,0 m | 70,0 m | 215,9  |
| 2.      | Dávid Kelemen  | Kőszegi SE | 47,0 m | 50,0 m | 109,5  |
| 3.      | Péter Tuczai   | Kőszegi SE | 44,0 m | 48,0 m | 96,5   |

#### Konkurs indywidualny na skoczni K95 (30.10.2017)
| Miejsce | Zawodnik       | Klub       | Skok 1 | Skok 2 | Punkty |
| ------- | -------------- | ---------- | ------ | ------ | ------ |
| 1.      | Flórián Molnár | Kőszegi SE | 84,0 m | 92,0 m | 188,0  |
| 2.      | Dávid Kelemen  | Kőszegi SE | 53,0 m | 55,0 m | 43,0   |

### Kobiety

#### Konkurs indywidualny na skoczni K71 (29.10.2017)
| Miejsce | Zawodniczka | Klub       | Skok 1 | Skok 2 | Punkty |
| ------- | ----------- | ---------- | ------ | ------ | ------ |
| 1.      | Virág Vörös | Kőszegi SE | 65,0 m | 65,0 m | 193,6  |

#### Konkurs indywidualny na skoczni K95 (30.10.2017)
| Miejsce | Zawodniczka | Klub       | Skok 1 | Skok 2 | Punkty |
| ------- | ----------- | ---------- | ------ | ------ | ------ |
| 1.      | Virág Vörös | Kőszegi SE | 76,5 m | 74,0 m | 134,0  |